# Kärnvapenkrig

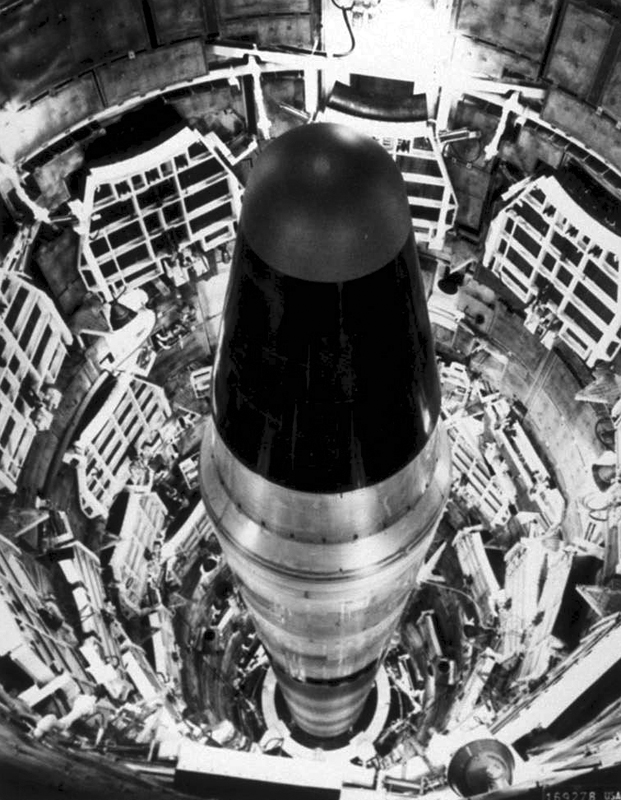
LGM-25C Titan II var en interkontinental ballistisk robot som var operativ under det kalla kriget.

Ett kärnvapenkrig eller atomkrig är ett krig som utkämpas med kärnvapen som huvudvapen från båda stridande parterna.[källa behövs] Något sådant krig har aldrig utkämpats, men under det kalla kriget var USA och det dåvarande Sovjetunionen tänkbara motståndare. Bara två gånger har kärnvapen använts i krig, och det var då USA fällde två atombomber över Japan i augusti 1945. Ett kärnvapenkrig på jorden skulle sannolikt bli mycket förödande. Robert Oppenheimer ansåg att atombomben kan bli jordens undergång.
Doktriner och teorier om utkämpandet av kärnvapenkrig har skiftat genom åren. Enligt teorin om ömsesidig förintelse (mutual assured destruction), så innebär det fullskaliga kärnvapenkriget i praktiken att ingendera sidan kan gå segrande ur striden. Under det kalla kriget har det dock funnits militärteoretiker på såväl USA:s som Sovjetunionens sida som hävdat att ett överraskande anfall och utnyttjande av förstaslagsförmågan kan ge seger med för egen del acceptabla förluster. 
Från USA:s håll utgick man ursprungligen från doktrinen om att en eventuell sovjetisk aggression skulle bemötas med en massiv vedergällning med kärnvapen. Efter hand som Sovjetunionen kom att utveckla vapenbärare med interkontinental kapacitet framstod denna doktrin som riskfylld och ersattes med doktrinen om flexibelt gensvar (flexible response). Denna doktrin innebar att man kunde tänka sig begränsade kärnvapeninsatser, och även användande av taktiska kärnvapen (även kallat slagfältskärnvapen). Efter det kalla krigets slut har det framkommit att begränsade insatser med taktiska kärnvapen även ingått som en del av Sovjetunionens krigsplanering. Det förefaller även som att den sovjetiska krigsmakten i högre grad övat för strid i terräng där kärnvapeninsatser gjorts.
Under senare år har risken för kärnvapenkrig mellan Indien och Pakistan ibland nämnts, eftersom det under lång tid rått spänning mellan dessa båda grannländer, som båda innehar kärnvapen.
I ett kärnvapenkrig kan båda sidor utplåna varandra och samtidigt fortsätta engagera sig i kärnvapenkrig. Det eftersom kärnvapnen finns på hemliga platser.
Ett kärnvapenkrig kan också uppstå av misstag och tekniska fel.
| ” | Ett kärnvapenkrig kan inte vinnas och får aldrig utkämpas | „ |
| – USA:s president Ronald Reagan och Sovjetunionens kommunistpartiledare Michail Gorbatjov, Genève, november 1985 |                                                           |   |

## Incidenter
Antalet mer eller mindre allvarliga incidenter, som kunnat utlösa kärnvapenkrig är totalt sett okänt, då insyn i kärnvapenmakternas göranden och låtanden är mycket begränsad. Den brittiska organisationen Chatham House listar i sin rapport "Too Close for Comfort. Cases of Near Nuclear Use and Options for Policy" från 2014 i en tabell 13 tillfällen mellan åren 1962 och 2002 då risken har bedömts vara överhängande.